# Tatort: Ein Freund, ein guter Freund
Ein Freund, ein guter Freund ist ein Fernsehfilm aus der Krimireihe Tatort. Der vom WDR produzierte Beitrag ist die 1216. Tatort-Episode und wurde am 13. November 2022 im SRF, im ORF und im Ersten ausgestrahlt. Das Münsteraner Ermittlerduo Thiel und Boerne ermittelt seinen 42. Fall.

## Handlung
In Münster bedroht ein unzufriedener Mandant seinen Rechtsanwalt Nikolas Weber. Der Anwalt wird am nächsten Tag in seiner heruntergekommenen Kanzlei tot aufgefunden. Hauptkommissar Thiel erkennt in dem Toten sofort den Haus- und Hofanwalt des gefährlichen Mafiabosses Nino Agostini.
Unterdessen wird Friedhelm Fabian, Freund und Anwalt von Prof. Boerne, entführt. Fabian, früher im Vorstand der Anwaltskammer, will zusammen mit seiner Frau Veronika nach Guatemala auswandern.
Erik Nowak, Partner von Nikolas Weber, hatte sich am Abend des Mords gegen ärztlichen Rat aus einer Entzugsklinik entlassen. Auf dem Hof seines Vaters in Münster ist er allerdings erst am Morgen des nächsten Tages angekommen. Gegenüber Thiel erklärt er, er habe auf einem Rastplatz im Auto übernachtet. Als er erfährt, dass sein Partner ermordet wurde, bekommt er Angst und lässt sich bereitwillig zur polizeilichen Vernehmung bringen.
Boerne sucht Veronika Fabian auf, die ihm berichtet, dass ihr Mann entführt worden sei. Sie überzeugt ihn, die Polizei außen vor zu lassen, weil die Entführer dies zur Bedingung einer Freilassung gemacht haben. Boerne deponiert eine Festplatte aus Fabians Safe für die Entführer auf einem Friedhof, Thiel spürt ihn dort auf und erfährt, dass Fabian entführt wurde. In Fabians Haus findet Thiel ein Smartphone, über das Weber und Fabian Verbindung gehalten hatten.
Die Kriminaltechnik identifiziert die Festplatte als Speicher für den Schlüssel einer digitalen Geldbörse für eine Kryptowährung. Nowak bestätigt Thiel, dass darin ein großer Teil der Honorare steckt, die der Mafioso Agostini den Anwälten Weber und Nowak gezahlt hatte und die diese an Fabian abtreten mussten. Da nur noch Nowaks Vater von dieser Festplatte wusste, sucht Thiel zusammen mit einer Polizeistreife Nowaks Vater auf, der Fabian entführt und am Ende mit ihm das Geld auf der Festplatte geteilt hat.
Fabian kehrt nach Hause zurück und fesselt Boerne, um mit seiner Frau nach Guatemala zu fliehen. Dieser gibt zu, Weber erschossen zu haben. Thiel befreit Boerne und kann Friedhelm und Veronika Fabian noch am Flugzeug verhaften.

## Hintergrund
Der Film wurde vom 8. März bis zum 7. April 2022 in Münster, Köln und Umgebung gedreht. Die Premiere fand anlässlich des 20. Jubiläums des Münsteraner Tatorts am 30. August 2022 im Preußenstadion in Münster statt.

## Rezeption

### Kritiken
Trotz des beachtlichen Zuschauerinteresses von über 40 Prozent fielen die Kritiken für diesen Münsteraner Tatort verhalten bis negativ aus. So wertete Tilmann P. Gangloff für Tittelbach.tv: „Den zunächst ebenso unterhaltsamen wie fesselnden ‚Tatort‘ aus Münster […] ereilt in der zweiten Hälfte ein fataler Spannungsabfall: Dem Film geht nicht nur die Geschichte aus, auch die Besonderheiten der Inszenierung büßen an Originalität ein. Dabei ist die Handlung zunächst durchaus fesselnd.“ „Die Szenen mit Liefers und Prahl sind gewohnt amüsant, die Bildgestaltung erfreut durch viel Liebe zum Detail, aber der Split-Screen-Effekt ist irgendwann abgenutzt.“
Bei der Süddeutschen Zeitung schrieb Claudia Fromme: „Darf man das sagen, dass der Film erschreckend langweilig ist, dass die Protagonisten wirken, als hätte man ihnen die Luft abgelassen? Vielleicht sollte die große Überraschung nach 20 Gaga-Jahren sein, dass man in Münster auch den klassischen Krimi kann. Am Ende hätte man sich wirklich eine Torte gewünscht.“
Wie war der Tatort urteilte: „Von einer steilen Spannungskurve und einem wirklich kreativen Drehbuch ist man in Münster […] weit entfernt, denn in ‚Ein Freund, ein guter Freund‘ läuft alles auf Autorepeat: Die nur noch selten überraschenden Neckereien zwischen Boerne und seiner diesmal auffällig affektierten Assistentin Silke ‚Alberich‘ Haller (Christine Urspruch), die seit dem Erstling Der dunkle Fleck von 2002 nach dem immerselben Muster funktionieren.“ „Wer den jungen Advokaten ermordet und krumme Dinger mit Kryptowährungen gedreht hat, spielt – auch das ist für die Beiträge aus Westfalen typisch – eine eher untergeordnete Rolle. Der 1216. Tatort ist ein Paradebeispiel für die seichte und berechenbare Nummernrevue, mit der Boerne und Thiel im Jahr 2022 noch immer so viele Menschen begeistern und für die zumindest die Hauptdarsteller fürstlich entlohnt werden.“
Auch die Webseite film-rezensionen.de wertet ähnlich: „‚Tatort: Ein Freund, ein guter Freund‘ mag eine Jubiläumsfolge zum 20-jährigen Bestehen des Münster Tatorts sein. Zum Feiern ist einem aber nicht zumute. Der Humor ist zurückgenommen, wirkt mehr wie eine Pflichtübung. Der Kriminalfall über einen ermordeten Anwalt hat ebenfalls nicht sehr viel zu bieten.“

### Einschaltquoten
Bei der Erstausstrahlung von Tatort: Ein Freund, ein guter Freund am 13. November 2022 verfolgten in Deutschland insgesamt 13,08 Millionen Zuschauer die Filmhandlung, was einem Marktanteil von 41,5 Prozent für Das Erste entsprach. In der als Hauptzielgruppe für Fernsehwerbung deklarierten Altersgruppe von 14–49 Jahren erreichte Ein Freund, ein guter Freund 2,61 Millionen Zuschauer und damit einen Marktanteil von 32,7 Prozent in dieser Altersgruppe.